# Echinocardium
Genre
Echinocardium est un genre d'oursins de la famille des Loveniidae.

## Description et caractéristiques
Ce sont de petits oursins irréguliers en forme de cœur vu du dessus. Une large bouche filtreuse est située sur la face inférieure de l'animal, et l'anus en position terminale arrière. Ils sont couverts de radioles (piquants) courtes et peu piquantes, et vivent enterrés dans le sédiment, qu'ils filtrent pour se nourrir : ils sont rarement aperçus vivants, mais leurs squelettes (« tests ») sont souvent retrouvés sur les plages.
Le test (coquille) est irrégulièrement ovale, avec une face inférieure presque plate et une face supérieure légèrement en dôme parfois légèrement aplati. 
Le disque apical est ethmolytique, avec 4 gonopores. Les ambulacres antérieurs sont légèrement enfoncés sur la face aborale, les pores adapicaux uniques avec des podia penicilliés et spécialisés dans l'entretien du conduit. 
Les tubercules adjacents à la dépression frontale sont épais et alignés. 
Les autres ambulacres sont alignés, pétalloïdes, s'élargissant vers l'apex, portant des pores isométriques et conjugués. 
Le périprocte est assez large, en position centre-arrière. 
Le péristome est élargi horizontalement, en forme de rein. 
La plaque labrale est courte et large. Les plaques sternales sont assez larges et entièrement tuberculées. 
La tuberculation aborale est généralement fine et uniforme, mais certaines espèces ont des tubercules primaires légèrement plus gros, spécialement sur les ambulacres antérieurs. Ces tubercules primaires n'ont pas d'aréoles enfoncées. Les flancs et la face orale portent de petits tubercules jamais enfoncés. 
Les fascioles sub-anale et interne sont bien développées, certaines espèces ayant aussi des bandes anales sur les fascioles sub-anales.
Ce genre est apparu au début du Miocène.

## Liste d'espèces
Selon World Register of Marine Species (12 novembre 2013) :
- Echinocardium capense Mortensen, 1907 -- Indo-Pacifique de l'Afrique à la Nouvelle-Zélande
- Echinocardium connectens Mortensen, 1933 -- Cap-Vert
- Echinocardium cordatum (Pennant, 1777) -- Europe, peut-être introduit en Nouvelle-Zélande et au Japon
- Echinocardium fenauxi Pequignat, 1963 -- Méditerranée
- Echinocardium flavescens (O.F. Müller, 1776) -- Atlantique et Méditerranée
- Echinocardium keiense Mortensen, 1950 -- Malaisie
- Echinocardium laevigaster A. Agassiz, 1869 -- Caraïbes
- Echinocardium lymani (Lambert & Thiéry, 1924) -- Pacifique
- Echinocardium mediterraneum (Forbes, 1844) -- Méditerranée
- Echinocardium meteorense Mironov, 2006 -- Atlantique nord-est (abyssal)
- Echinocardium mortenseni Thiéry, 1909 -- Europe (rarissime)
- Echinocardium pennatifidum Norman, 1868 -- Atlantique nord-est

Tests d’Echinocardium capense.
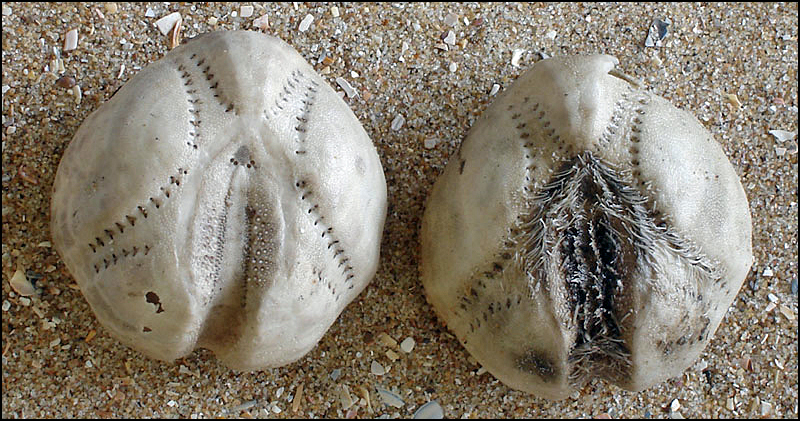
Tests d’Echinocardium cordatum.
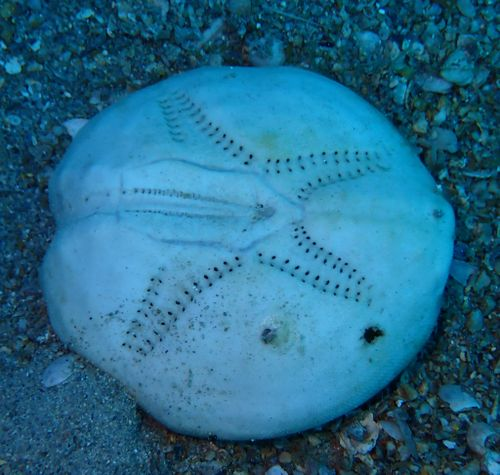
Test d’Echinocardium fenauxi
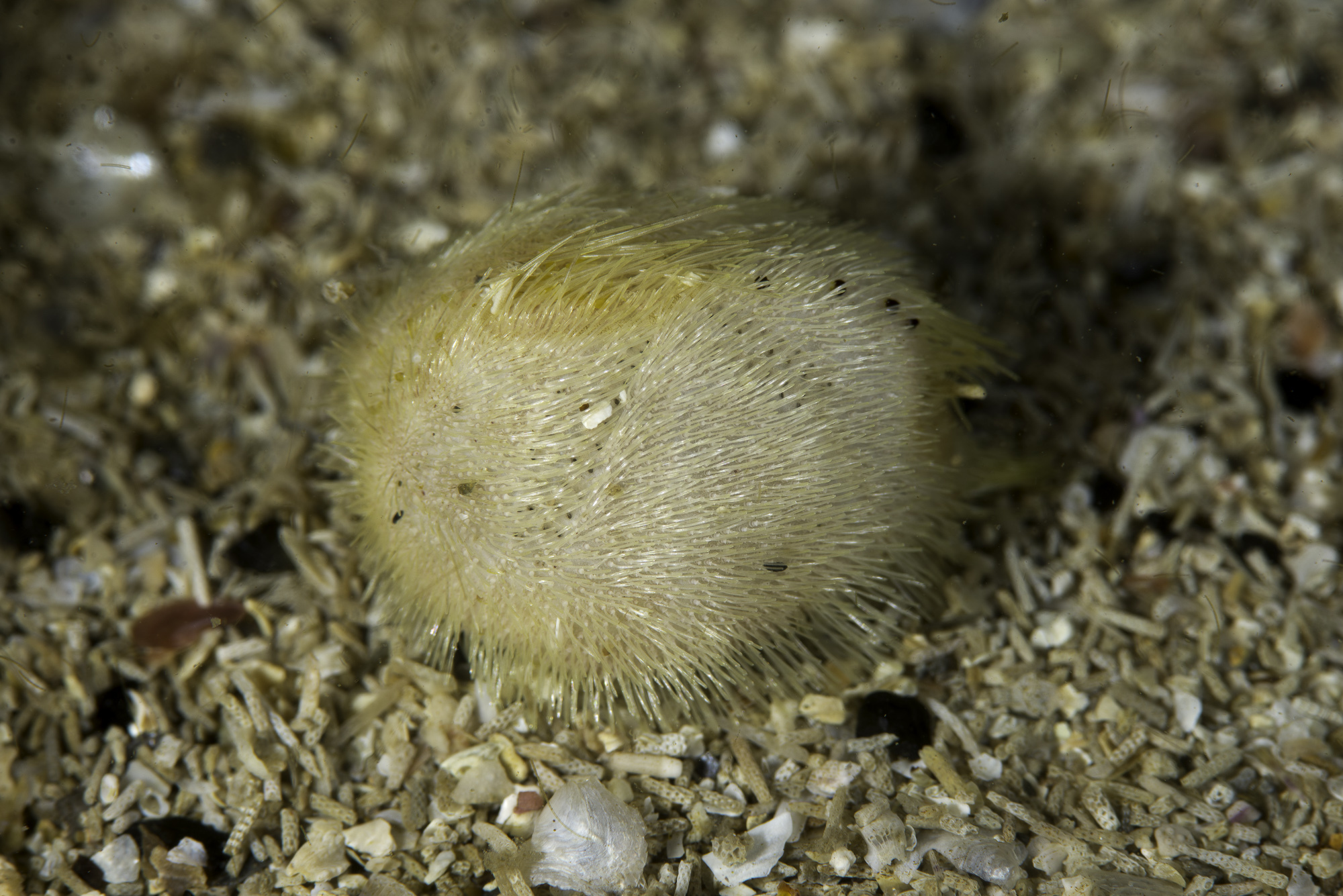
Echinocardium flavescens
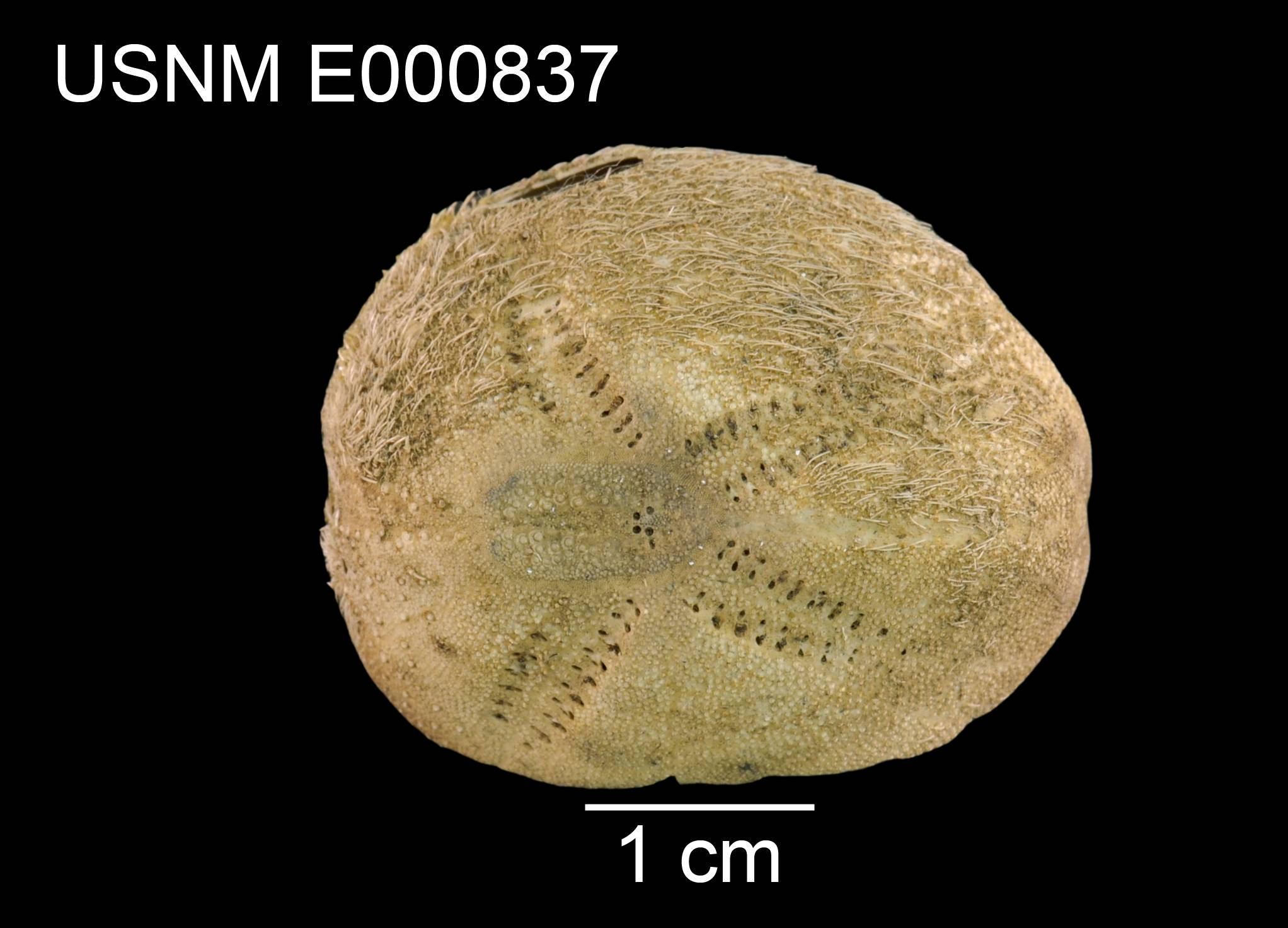
Test d’Echinocardium lymani
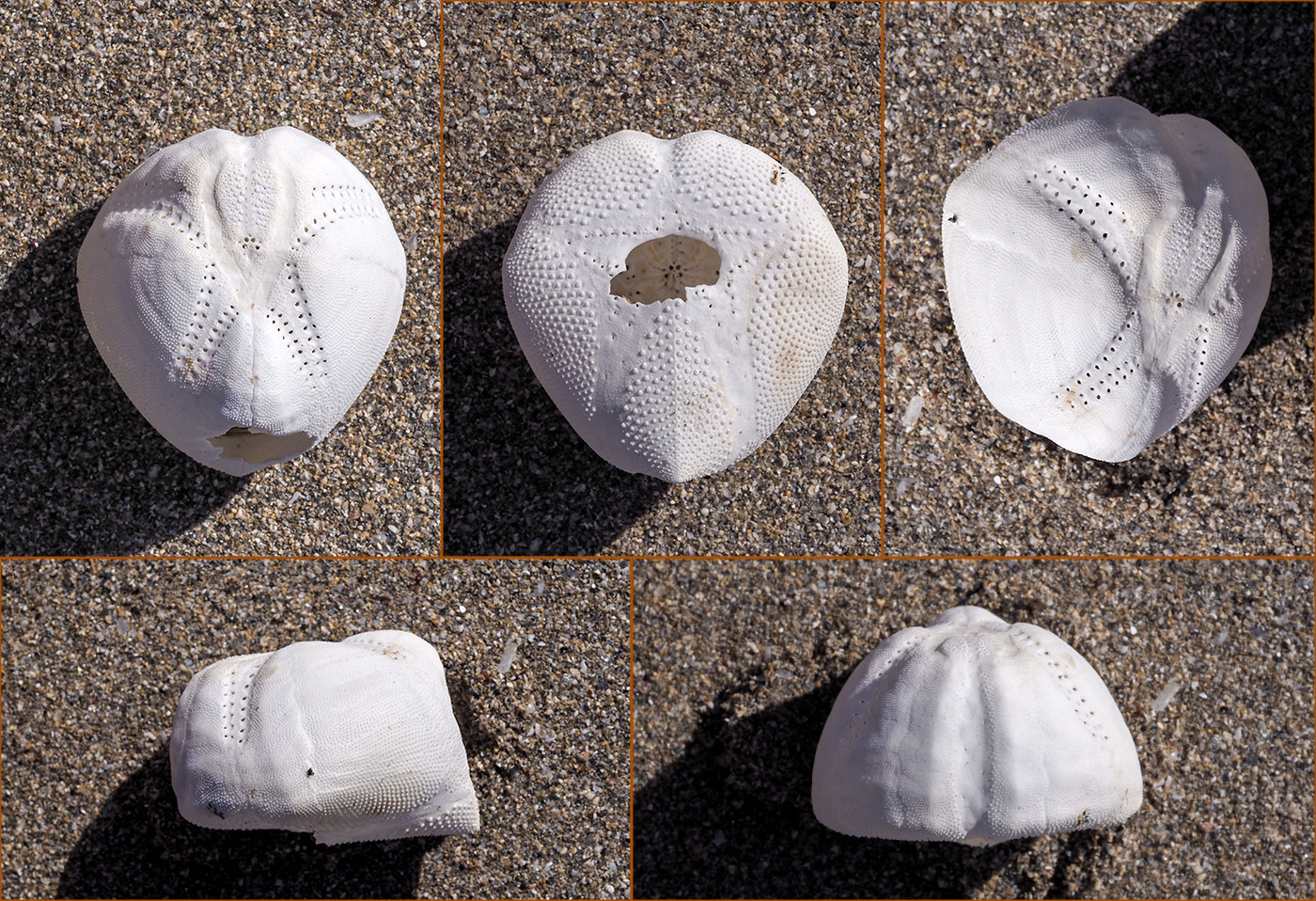
Test d’Echinocardium mediterraneum
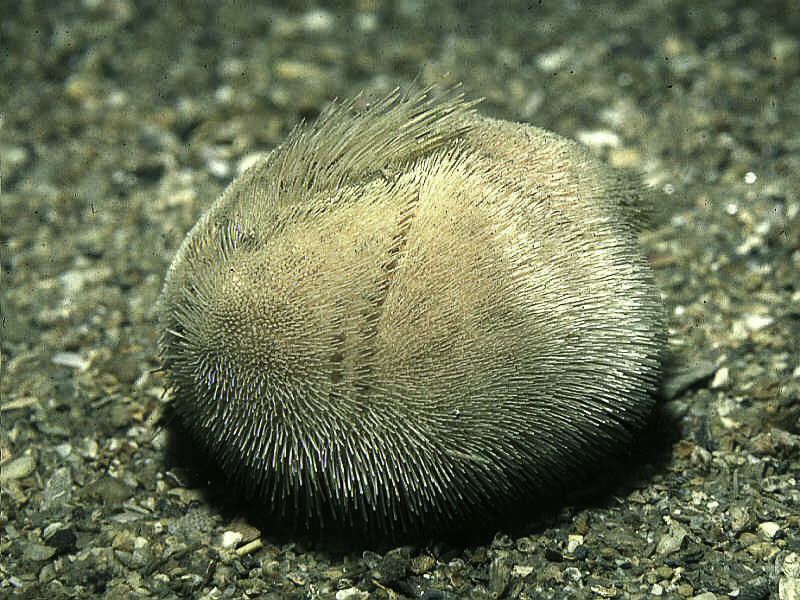
Echinocardium pennatifidum
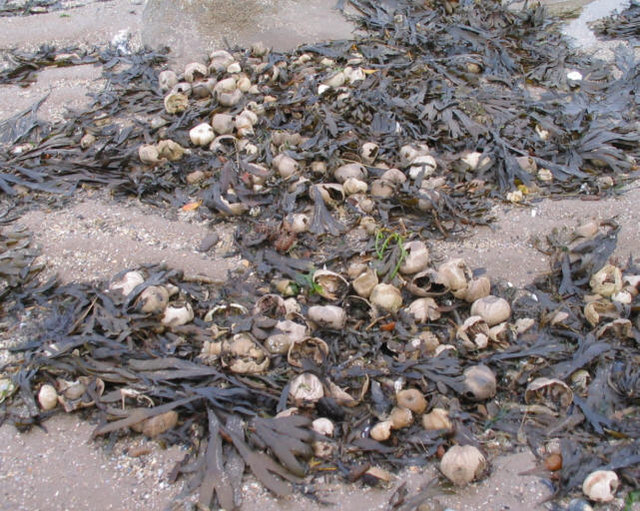
Nombreux tests d’Echinocardium dans une laisse de mer en Angleterre.